# Plesiolaea promacha
Plesiolaea promacha är en fjärilsart som beskrevs av Edward Meyrick 1892. Plesiolaea promacha ingår i släktet Plesiolaea och familjen mätare. Inga underarter finns listade i Catalogue of Life.